# Rio Naranjo
Rio Naranjo é um rio centro-americano da Guatemala.